# Tom Pelphrey
Tom Pelphrey, född den 28 juli 1982 i New Jersey, är en amerikansk skådespelare.
Pelphrey har bland annat medverkat i filmerna Mank från 2020 och American Murderer från 2022. Han har även medverkat i TV-serierna Banshee 2015–2016, Ozark 2020–2022.

## Filmografi (i urval)
- 2015–2016: Banshee
- 2020: Mank
- 2020–2022: Ozark
- 2022: American Murderer